# Coagulasa

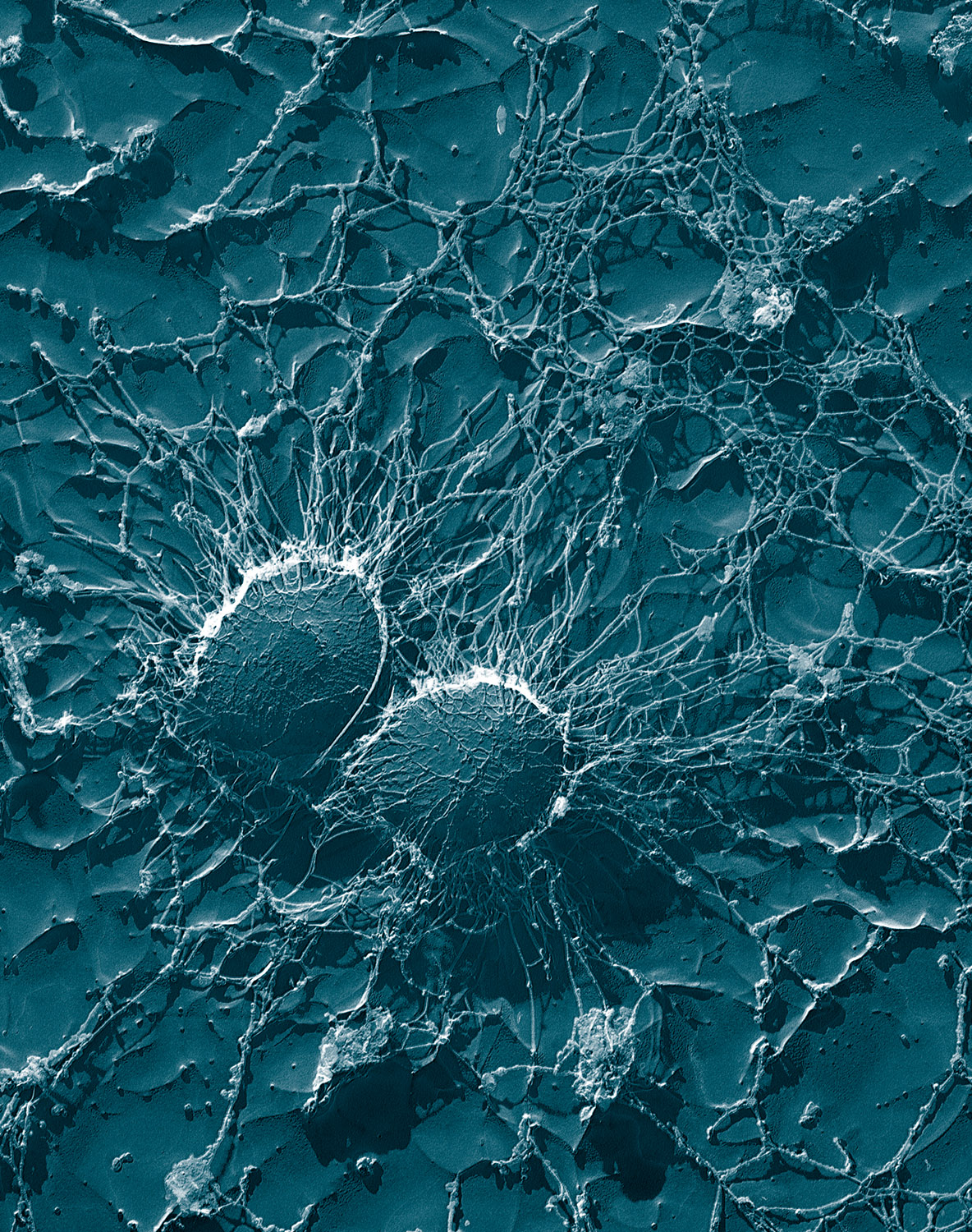
G X50 000 (MET technique par cryofracture)
S. aureus forma una cápsula de fibrina que le protege del sistema inmunológico de una vaca

La coagulasa es una proteína producida por varios microorganismos que permite la conversión del fibrinógeno en fibrina. En el laboratorio, se usa para distinguir entre diferentes tipos de Staphylococcus. Un resultado de coagulasa positivo indica que la muestra contiene Staphylococcus aureus. Esta proteína también es producida por Yersinia pestis.[1]
La coagulasa reacciona con la protrombina en la sangre. El complejo resultante se llama estafilotrombina, y permite que la enzima proteasa convierta el fibrinógeno en fibrina. Esto hace que se coagule la sangre. La coagulasa está estrechamente relacionada con la superficie de la bacteria S. aureus y puede revestir su superficie con fibrina al entrar en contacto con la sangre. Se cree que esta cubierta de fibrina del estafilococo es capaz de resistir la fagocitosis haciendo esta bacteria tenga un factor de virulencia mayor. La coagulasa Bound es parte de una familia más grande de MSCRAMM.

## Prueba de la coagulasa
La prueba de la coagulasa se usa para diferenciar el Staphylococcus aureus de los Staphylococcus coagulasa negativos. S.aureus produce 2 formas de coagulasa (por ejemplo, coagulasa ligada y coagulasa libre). La coagulasa ligada también conocida como "factor de Clumping " se puede detectar mediante la realización de una prueba de portaobjetos y la coagulasa libre con una prueba de coagulasa de tubo.

### Prueba de portaobjetos
Prueba del portaobjetos se hace conjuntamente con un control negativo para descartar auto aglutinación. Se ponen 2 gotas de solución salina en un portaobjetos rotulado con el número de muestra, Test (T) y control (C). Las 2 gotas son emulsionadas con el organismo de prueba mediante el uso de un cable de lazo, cable recto, o un aplicador de madera. Se pone una gota de plasma (plasma de conejo con anticoagulante (EDTA)) en la gota de solución salina inoculada correspondiente a la prueba y se mezcla bien con un aplicador de madera. Agitar el portaobjeto con cuidado unos 10 segundos.
- Si es positivo: Se podrá observar aglutinación macroscópica en el plasma en los 10 segundos, mientras que no se observará aglutinación en la gota de solución salina.
- Si es negativo: No se observara aglutinación.

NOTA: Si la prueba de la coagulasa de portaobjetos fuera negativa, deberìa hacerse una prueba de tubo como confirmación. El aglutinamiento en las dos gotas es un indicativo de auto aglutinación y por lo tanto debemos descartar la prueba de tubo.

### Prueba del tubo de ensayo

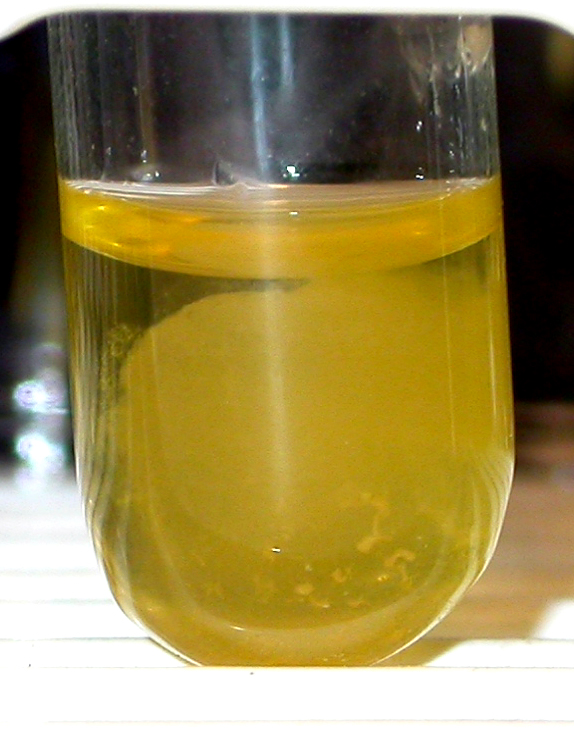
Coágulos formados por la reacción de la coagulasa en un tubo de ensayo

La prueba se utiliza plasma que ha sido inoculado con una colonia de Staphylococcus (por ejemplo, con un coco gram positivo catalasa positivo). Luego el tubo se incuba a 37 grados Celsius en 1½ horas. Si es negativo entonces continuamos la incubación por unas 18 horas.
- Si sale positivo (por ejemplo, la colonia problema es S. aureus), el plasma coagulará,[2] dando como resultado un coágulo (a veces el coágulo esta tan desarrollado que el líquido se solidifica completamente).
- Si sale negativo, el plasma permanece líquido. Un resultado negativo podría indicar que se podría tratar de S. epidermidis pero solo con unas pruebas más precisas se puede confirmar este hecho, como por ejemplo el API o métodos de BBL CRYSTAL.

- Lista de staphylococci coagulasa positivo : Staphylococcus aureus subsp. anaerobius, Staphylococcus aureus subsp. aureus, Staphylococcus delphini, Staphylococcus hyicus, Staphylococcus intermedius, Staphylococcus lutrae, Staphylococcus schleiferi subsp. coagulans.

- Lista de' 'staphylococci coagulasa negativo de relevancia clínica: S.saprophyticus, S.cohnii subsp. cohnii, S.cohnii subsp. urealyticum, S.captitus subsp. captitus, S.warneri, S.hominis, S.epidermidis, S.caprae.